# Outaouais
Outaouais (wymowaⓘ [utaˈwɛ]) – jeden z 17 regionów powstałych po reformie administracyjnej z 1997 roku w Quebecu, w Kanadzie. Znajduje się po północnej stronie granicznej rzeki Ottawa, oddzielającej prowincje Quebec i Ontario. Stolicą regionu jest miasto Gatineau, będące w składzie zespołu miejskiego Ottawy. Obszar Outaouais podzielony jest na 4 regionalne gminy hrabstwa oraz 75 gmin.
Outaouais ma 369 171 mieszkańców. Język francuski jest językiem ojczystym dla 78,2%, angielski dla 14,6%, arabski dla 1,6%, hiszpański dla 1,1% mieszkańców (2011).
Regionalne gminy hrabstwa (MRC):
- La Vallée-de-la-Gatineau
- Les Collines-de-l’Outaouais
- Papineau
- Pontiac

Jedna gmina znajduje się poza MRC:
- miasto Gatineau

Dwie gminy autochtoniczne znajdują się poza MRC:
- rezerwat indiański Lac-Rapide
- rezerwat indiański Kitigan Zibi